# Heinrich Eduard von Hüttner zu Pirk
Heinrich Eduard Hüttner, ab 1912 Heinrich Eduard von Hüttner zu Pirk (* 4. September 1837 in Pirk; † 22. September 1919 ebenda), war ein sächsischer Politiker und Rittergutsbesitzer.

## Leben
Er war von bürgerlicher Herkunft und wurde auf dem Rittergut Pirk geboren, dessen Besitzer er später wurde. Als Vorsitzender der Stände des Vogtländischen Kreises war er seit 1901 Abgeordneter in der I. Kammer des Sächsischen Landtags. Am 25. Mai 1912 verlieh ihm der sächsische König Friedrich August das Adelsprädikat von Hüttner zu Pirk.
Verheiratet war er seit 1869 mit Aline Wunnerlich.
Er wurde im Erbbegräbnis des Ritterguts Pirk beigesetzt. Sein Grabmal ist noch vorhanden.